# Воднобуерачное
Воднобуерачное — село Камышинского района Волгоградской области, административный центр Воднобуерачного сельского поселения. Основано как немецкая колония Штефан (нем. Stephan) в 1767 году.
Население — 1071 чел. (2010)

## Название
Немецкое название — Штефан (нем. Stephan). Названа по фамилии первого старосты (форштегера) Андреаса Фридриха Георга Штафенова. Официальное название Водяной Буерак присвоено согласно указу от 26 февраля 1768 о наименованиях немецких колоний. Также была известна как Стефан, Водяное, Ставенов (нем. Stavenow).

## История
Основано 24 августа 1767 года. Первые 31 семья прибыли из 31 семья из Дармштадта, Пруссии, Вюртемберга и Мекленбурга. До 1917 года входила в состав Усть-Кулалинского колонистского округа, после 1871 года Усть-Кулалинской волости, Камышинского уезда, Саратовской губернии.
Село относилось к евангелическому приходу Водяной Буерак (Штефан), образованному в 1771 году. С того же времени имелась деревянная церковь; новая каменная церковь была построена в 1872 году. Часть жителей были баптисты.
С 1770 года действовала церковно-приходская школа. В 1874 году открыта земская школа. В 1898 году - частная школа Л.Ф. Шнейдер, имелись министерское училище, прогимназия, сиротский приют "Салем";.
В 1857 году земельный фонд составлял 2445 десятин, в 1910 году — 6536 десятин.
С 1859 года по 1886 год часть жителей переселялась в Новоузенский уезд Самарской губернии, в 1863-68 годах 3 семьи переселились в Ставропольскую губернию. В 1886 году одна семья выехала в Америку (в Канзас), туда же в 1887 году выбыли ещё 4 семьи.
После установления советской власти немецкое село сначала Нижне-Иловлинского района Голо-Карамышского уезда Трудовой коммуны (Области) немцев Поволжья, с 1922 года — Каменского, а с 1935 года — Добринского кантона Республики немцев Поволжья; административный центр Штефанского сельского совета (в 1926 году в сельсовет входили: село Штефан, хутора Фрицлер и Ней-Миллер).
В голод 1921 года родилось 74 человек, умерло – 230. В 1926 году действуют начальная школа, кооперативная лавка, сельскохозяйственное товарищество. Семеноводческое хозяйство. В 1927 году постановлением ВЦИК "Об изменениях в административном делении Автономной С.С.Р. Немцев Поволжья и о присвоении немецким селениям прежних наименований, существовавших до 1914 года" селу Водяной Буерак Каменского кантона возвращено название Штефан.

В сентябре 1941 года немецкое население села было депортировано на восток.

## Физико-географическая характеристика
Село находится в лесостепи, в пределах Приволжской возвышенности, являющейся частью Восточно-Европейской равнины, в 6 км от берега Волгоградского водохранилища. Высота центра населённого пункта - 160 метров над уровнем моря. В окрестностях населённого пункта распространены каштановые почвы. Почвообразующие породы - глины и суглинки.
По автомобильным дорогам расстояние до районного центра города Камышин - 64 км, до областного центра города Волгоград - 250 км, до города Саратов - 150 км. 
Климат
Климат умеренный континентальный (согласно классификации климатов Кёппена - Dfa). Многолетняя норма осадков - 403 мм. Наибольшее количество осадков выпадает в июле - 47 мм, наименьшее в марте - 23 мм. Среднегодовая температура положительная и составляет + 7,1 С, средняя температура самого холодного месяца января -10,2 С, самого жаркого месяца июля +22,3 С.
Часовой пояс
Воднобуерачное, как и вся Волгоградская область, находится в часовой зоне МСК (московское время). Смещение применяемого времени относительно UTC составляет +3:00.

## Население
Динамика численности населения по годам:
| 1767 | 1773 | 1788 | 1798 | 1816 | 1834 | 1850 | 1859 | 1886 | 1897 | 1905 | 1911 | 1920 | 1922 | 1923 | 1926 | 1931 |
| ---- | ---- | ---- | ---- | ---- | ---- | ---- | ---- | ---- | ---- | ---- | ---- | ---- | ---- | ---- | ---- | ---- |
| 93   | 144  | 242  | 294  | 510  | 923  | 1496 | 1756 | 1539 | 1607 | 2480 | 3447 | 2047 | 1641 | 1700 | 1656 | 2081 |

| 2002 |
| ---- |
| 1115 |

| 2010 |
| ---- |
| 1071 |